# Епархия Сети-Лагоаса
Епархия Сети-Лагоаса (лат. Dioecesis Septemlacunensis) — епархия Римско-Католической церкви с центром в городе Сети-Лагоас, Бразилия. Епархия Сети-Лагоаса входит в митрополию Белу-Оризонти. Кафедральным собором епархии Сети-Лагоаса является церковь святого Антония Падуанского.  

## История
16 июля 1955 года Римский папа Пий XII издал буллу «Clementissimi Servatoris», которой учредил епархию Сети-Лагоаса, выделив её из apxиепархий Белу-Оризонти и Диамантины.

## Ординарии епархии
- епископ José de Almeida Batista Pereira (7.11.1955 — 2.04.1964 — назначен епископом Гуашупе);
- епископ Daniel Tavares Baeta Neves (4.06.1964 — 8.07.1980, до смерти);
- епископ José de Lima (7.06.1981 — 27.10.1999, в отставке);
- епископ Guilherme Porto (27.10.1999 — 20.09.2017, в отставке);
- епископ Aloísio Jorge Pena Vitral (20.09.2017 — 10.06.2020, в отставке);
- епископ Francisco Cota de Oliveira (10.06.2020 — по настоящее время)

## Источник
- Annuario Pontificio, Ватикан, 2007